# Schwache Ladung
Der Begriff der schwachen Ladung wird in der Literatur uneinheitlich verwendet und bezeichnet je nach Autor
- die schwache Hyperladung[1] {\displaystyle Y_{W}}
- den schwachen Isospin {\displaystyle T} oder dessen dritte Komponente[2] {\displaystyle T_{z}}
- eine der beiden Kopplungskonstanten {\displaystyle g,g'} der elektroschwachen Wechselwirkung, meist {\displaystyle g}[3]
- das Produkt {\displaystyle T_{z}\cdot g} aus dritter Komponente des schwachen Isospins und der Kopplungskonstante {\displaystyle g}

Die schwache Wechselwirkung geht im Standardmodell aus der elektroschwachen Symmetriebrechung hervor. Nach dem Fabri-Picasso-Theorem existieren zu gebrochenen Symmetrien jedoch keine Ladungen.
Der schwache Isospin ist die Ladung der schwachen Wechselwirkung in der ungebrochenen Phase.